# Zhang Jie (físico)
Zhang Jie (chino: 张杰 (31 de enero de 1958 (67 años) es, desde noviembre del 2006, el presidente de la Universidad Jiao Tong de Shanghái. Es físico y político, miembro de la Academia China de las Ciencias desde el año 2003.  

## Biografía
Zhang Jie nació en 1958. Obtuvo sus grados de bachiller y maestría de la Universidad del Interior de Mongolia, China, y su Ph.D. del Instituto de Física de la Academia China de las Ciencias en 1988. El 21 de octubre de 2007, durante el decimoséptimo   Congreso Nacional del PCC, Zhang Jie fue elegido miembro del decimoséptimo Comité Central del Partido Comunista de China. y hablaba 5 idiomas: francés, alemán, inglés, portugués y chino mandarín.
El Dr. Zhang es miembro del Consejo de Administración de la Universidad de Ciencia y Tecnología Rey Abdalá.